# Ларец короля Рене

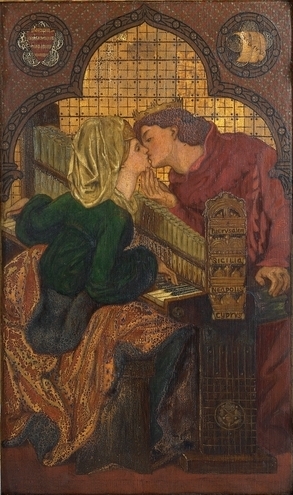
«Музыка», Данте Габриэль Россетти, панель ларца

Ларец короля Рене, или Ларец «Медовый месяц короля Рене» — созданный в 1860—1862 годах компанией Уильяма Морриса ларец из дуба, инкрустированного другими видами древесины с иллюстрированными панелями авторства Данте Габриэля Россетти, Эдварда Бёрн-Джонса, Форда Мэдокса Брауна и Вэла Принсепа. Панели иллюстрируют романтическую историю короля Рене Анжуйского и его второй супруги Жанны де Лаваль; по большей части художники руководствовались изображением короля в романе Вальтера Скотта «Карл Смелый, или Анна Гейерштейнская, дева Мрака». В настоящее время хранится в собрании Музея Виктории и Альберта.
Название этого ларца, возможно намеренно, вводит в заблуждение: это не собственно «Ларец короля Рене» (принадлежавший ему), а попытка создать воображаемый объект — ларец, который король мог бы заказать для себя и своей супруги Жанны для медового месяца (подобный ларец никогда не упоминался Вальтером Скоттом).
Ларец заказал у Морриса архитектор Джон Седдон. Он же разработал конструкцию ларца, его инкрустацию и металлическую обработку. Ларец предназначался для личного использования Седдоном и хранения его архитектурных чертежей. Идея отобразить тематику «Медового месяца короля Рене» принадлежит Форду Мэдоксу Брауну. Прерафаэлиты часто обращались к этому сюжету, поскольку он отражал тематику рыцарской любви, а также разнообразные виды искусства и ремёсел. Форд Мэдокс Браун разработал панель, представляющую «Архитектуру», панели «Живопись» и «Скульптура» были созданы Эдвардом Бёрн-Джонсом, Данте Габриэль Россетти создал «Музыку» (по которой он позже создаст полноценную картину) и «Садоводство». Некоторые небольшие панели были сделаны Валом Принсепом (1838—1904). Авторы панелей «Керамика», «Ткачество», «Стеклоделие», «Кузнечное дело» (где в качестве кузнеца изображён Уильям Моррис) не были обозначены. Моррис разработал декоративный фон для каждой панели. Позже Уильям Моррис вместе с художниками повторили четыре основных иллюстрации в серии витражей, которые также находятся в настоящий момент в Музее Виктории и Альберта.

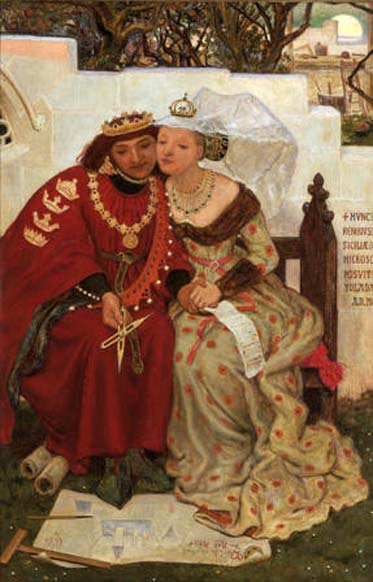
Форд Мэддокс Браун, «Медовый месяц короля Рене», 1864 (произведение с тем же сюжетом)
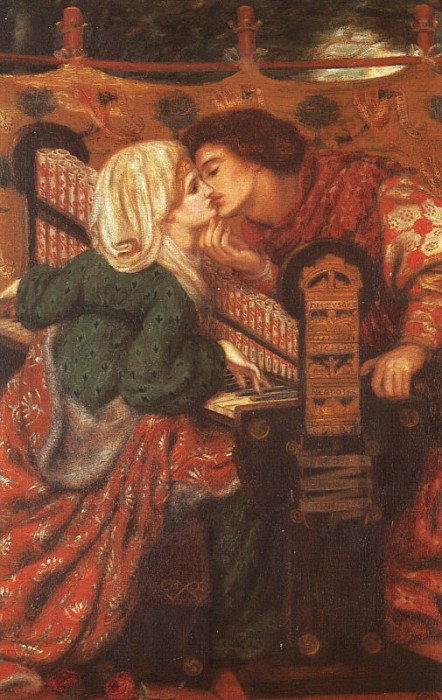
«Музыка» (холст, масло), Данте Габриэль Россетти, 1864
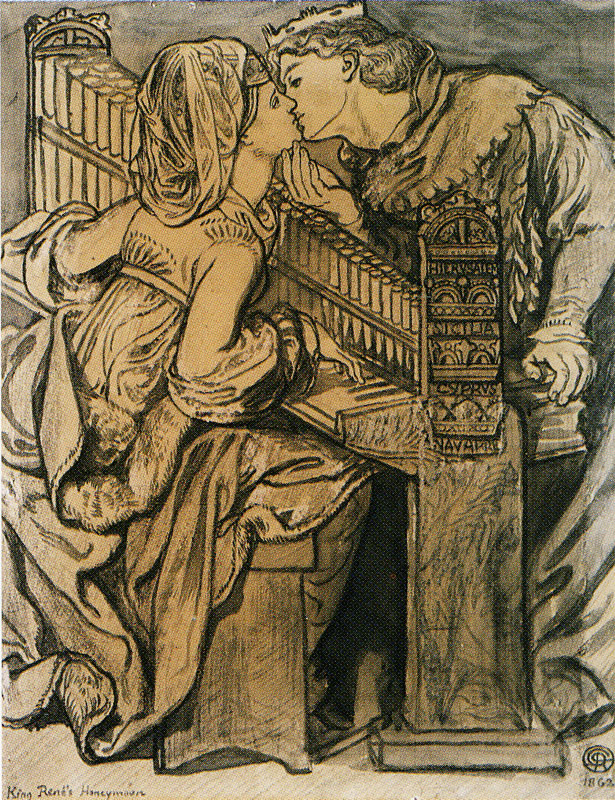
Эскиз к панели «Музыка», Данте Габриэль Россетти
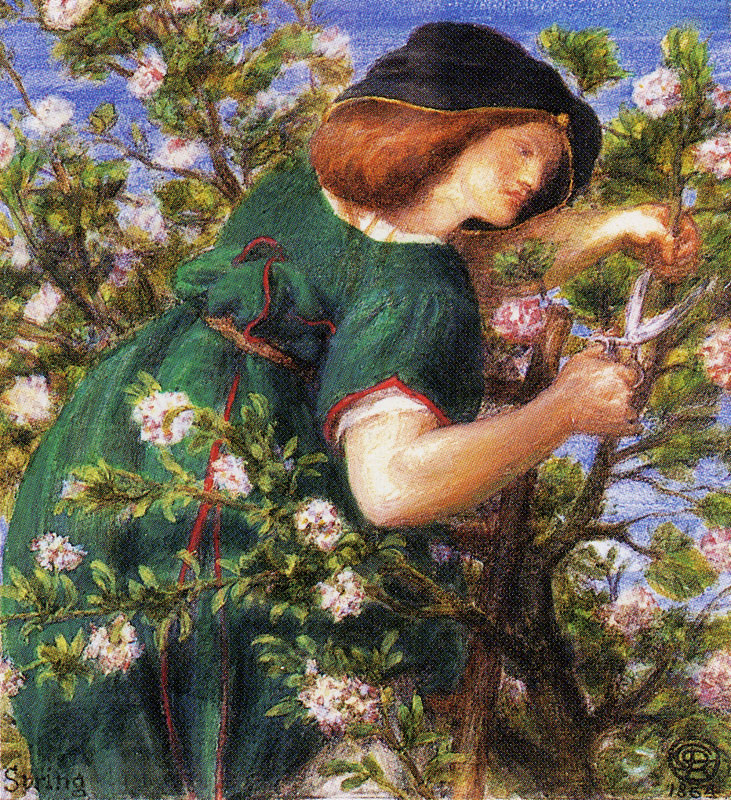
Эскиз к панели «Садоводство», (Данте Габриэль Россетти), ставший самостоятельным произведением